# Psychopsis krameriana
Psychopsis krameriana là một loài thực vật có hoa trong họ Lan. Loài này được (Rchb.f.) H.G.Jones miêu tả khoa học đầu tiên năm 1975.

## Hình ảnh

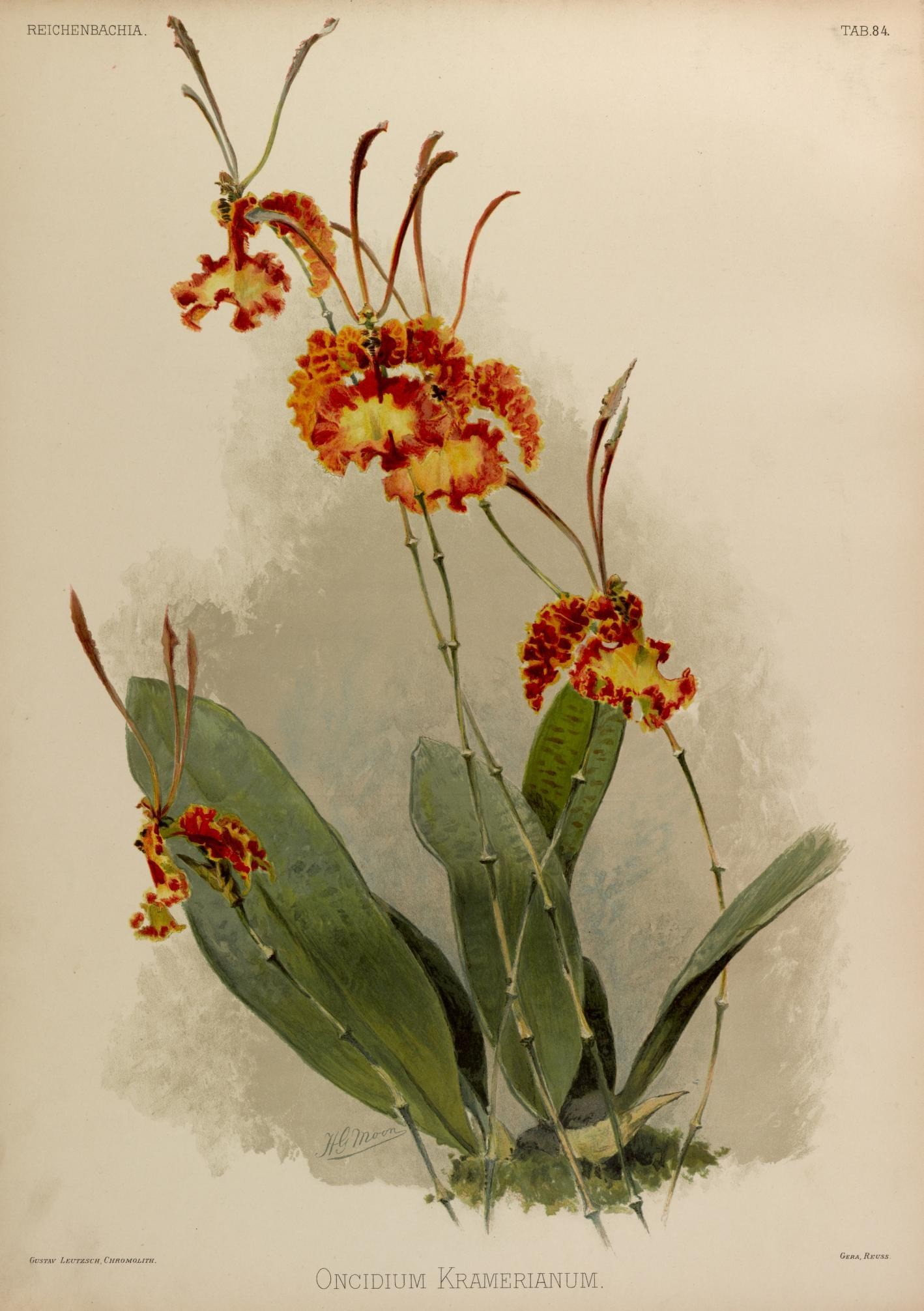
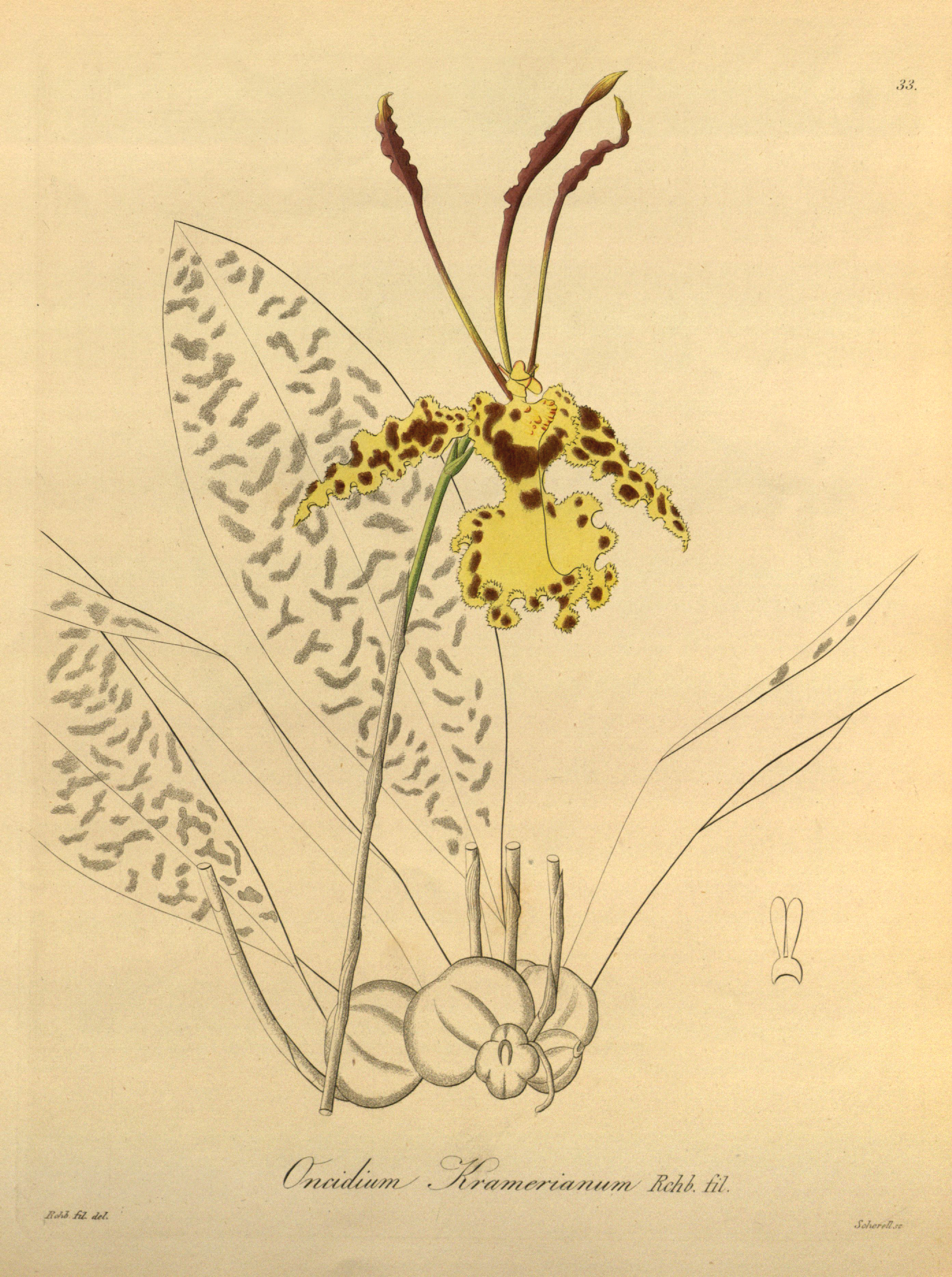